# Dobršín
Obec Dobršín (německy Doberschin) leží v okrese Klatovy. Má 107 obyvatel a katastrální území obce má rozlohu 664 ha.
Ve vzdálenosti 5 km jihozápadně leží město Sušice, 24 km severozápadně město Klatovy, 25 km východně město Strakonice a 28 km jižně město Vimperk.

## Historie
První písemná zmínka o obci je z roku 1372, název obce je z konce 16. století.

## Pamětihodnosti
V 16. století vzniklo dodnes urbanisticky zachovalé středověké jádro obce, náves s architektonicky a památkově cennou lidovou zástavbou. Z těchto důvodů je centrální část obce od roku 1995 vyhlášena za vesnickou památkovou rezervaci. Střed obce tvoří původní zástavba – špýcharské domy a selské stavení.
- Novogotická návesní kaple z roku 1869
- Selský dvůr - č. p. 6 - zapsán jako památka lidové architektury, postaven na přelomu 18. a 19. století

## Galerie

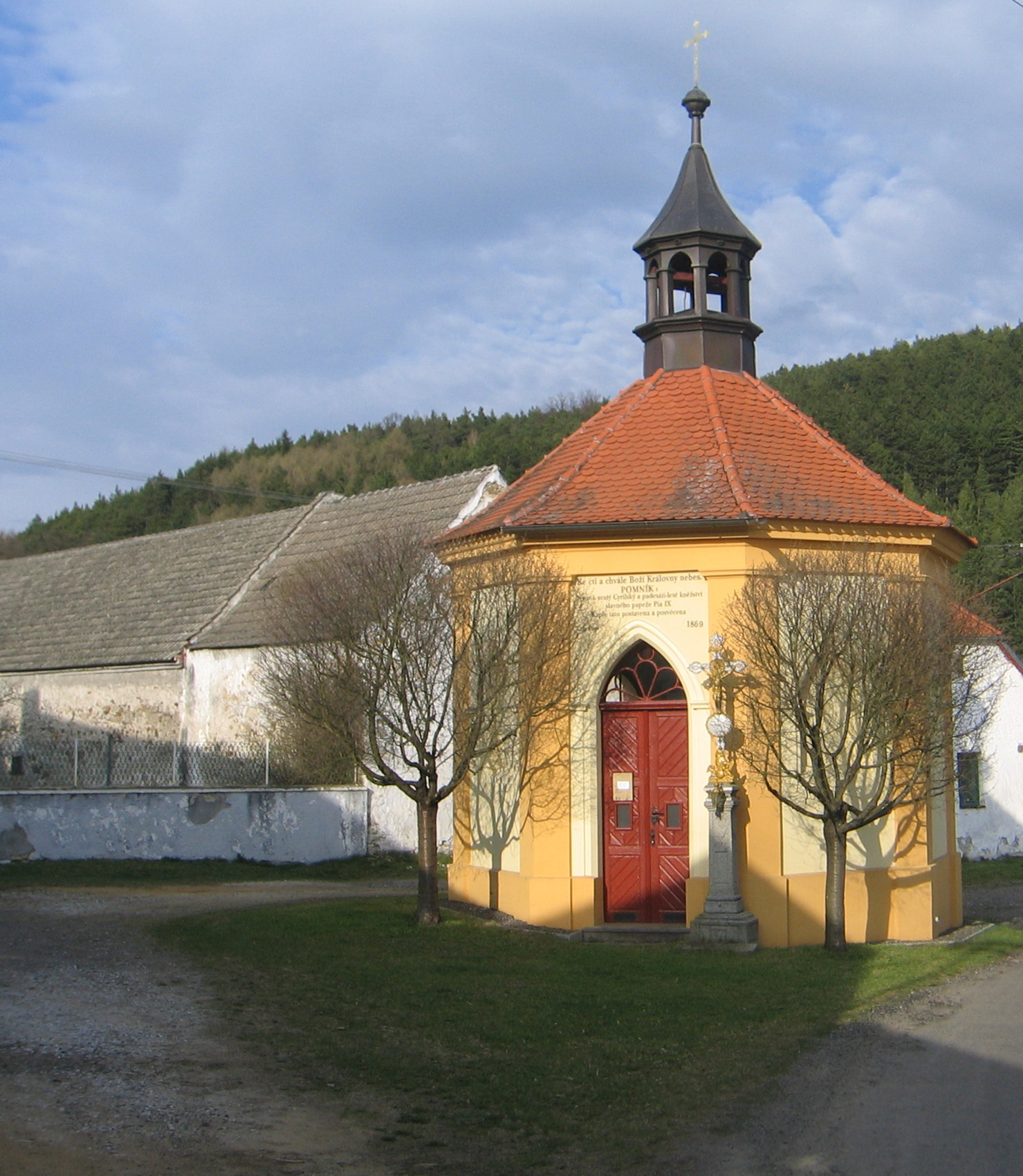
Kaple na návsi
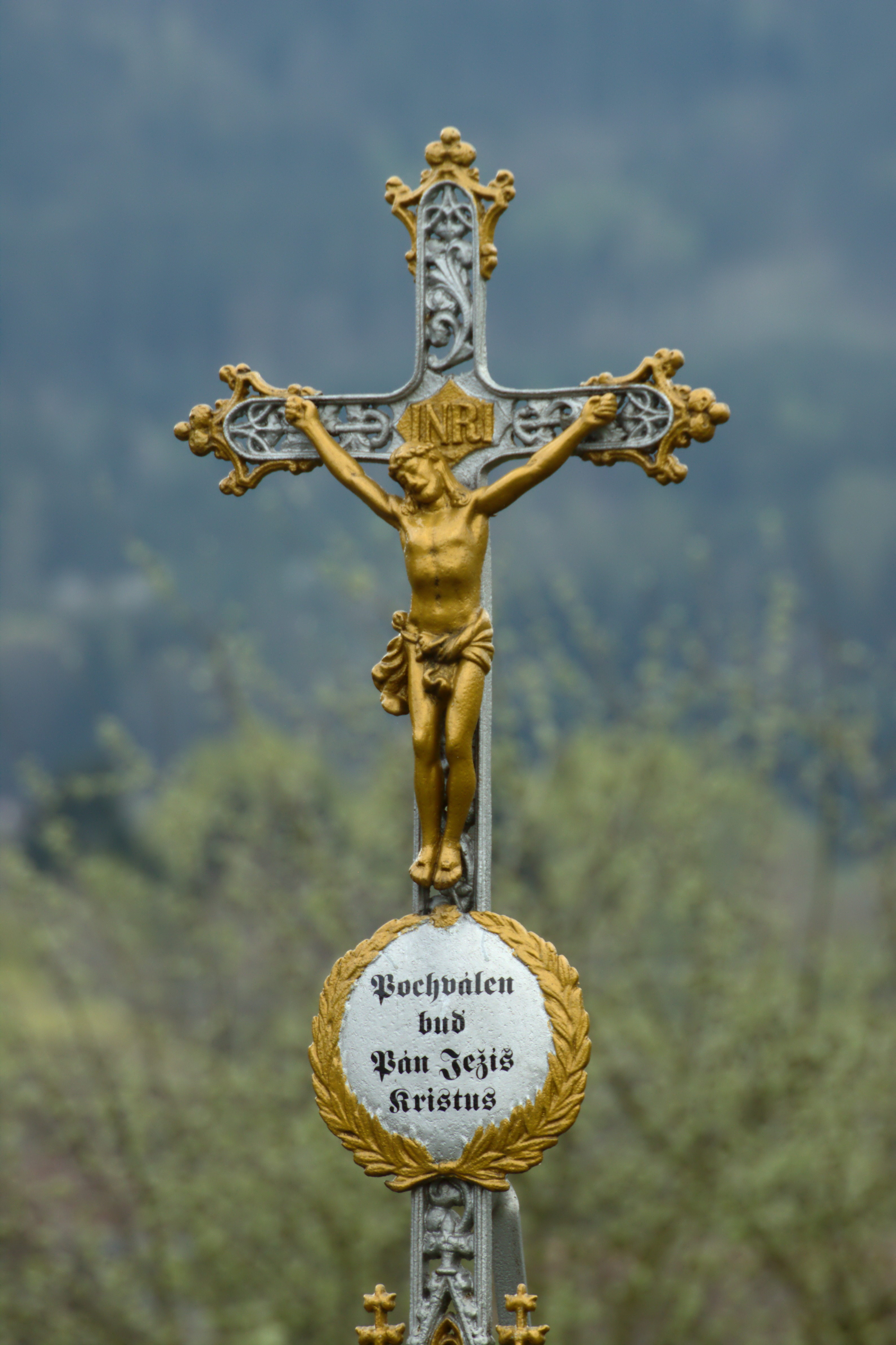
Kříž na jižním okraji obce
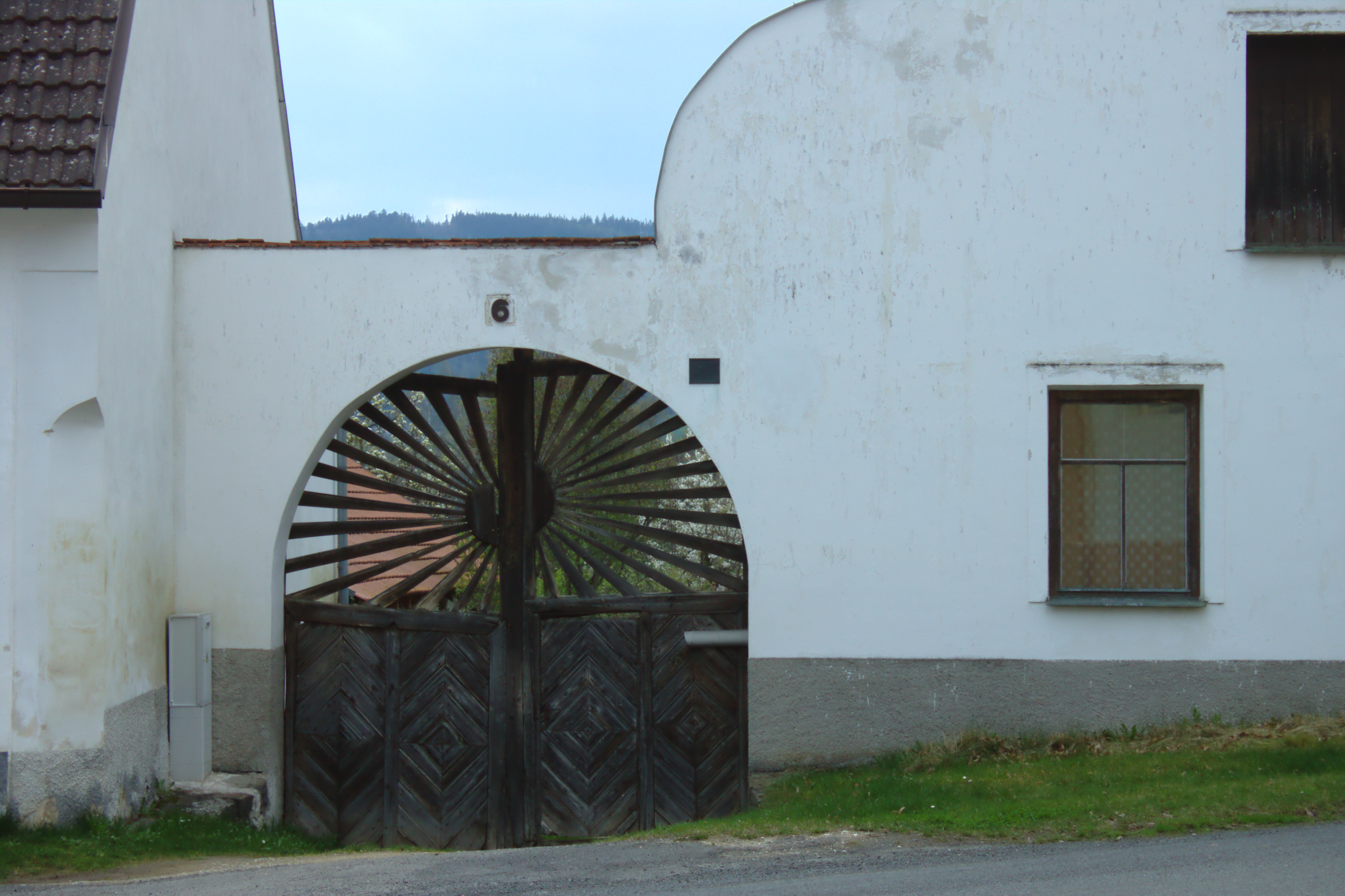
Brána usedlosti